# Deep Memory
 Deep Memory ist ein Jazzalbum von Barry Guy, Marilyn Crispell und Paul Lytton. Die am 21. Mai 2015 in den Powerplay Studios, Maur, Schweiz, in Kooperation mit Radio SRF 2 Kultur entstandenen Aufnahmen erschienen im September 2016 auf Intakt Records.

## Hintergrund
Der Bassist Barry Guy spielte Ende der 1960er und Anfang der 1970er Jahre eine Schlüsselrolle im Trio des Pianisten Howard Riley, notierte John Sharpe. Im späteren Teil seiner Karriere hat sich der Bassist wieder zunehmend dem Format des Piano-Trios zugewandt. so war Guy Teil des Aurora Trio mit Agustí Fernández und Ramón López. Seit Beginn der 2000er Jahre spielte er im Trio mit der amerikanischen Pianistin Marilyn Crispell und dem Schlagzeuger Paul Lytton. Deep Memory ist die vierte Veröffentlichung in der Diskographie dieses Trios, nach Odyssey (Intakt, 2002), Ithaca (Intakt, 2004) und Phases of the Night (Intakt, 2008).
Für seine neuen Kompositionen ließ sich Barry Guy vom irischen Maler Hughie O’Donoghue inspirieren – alle Titel auf Deep Memory beziehen sich auf Arbeiten des Malers, die in der Berliner Ausstellung O’Donoghue (2007) mit dem Titel Last Poems präsentiert wurden.
Barry Guy schrieb in den Liner Notes:

„Über die Titel der Gemälde von Hughie O’Donoghue hinaus wird dem Betrachter bewusst, dass er eine tiefe Liebe zum Akt des Auftragens von Farbe auf eine Leinwand hat – ein emotionaler Akt mit historischer Perspektive. Seine komplexe Farbschichtung verleiht uns satte Farben und Oberflächenstrukturen in der Art von Tizian. Ich hoffe, es wäre nicht zu phantasievoll zu sagen, dass sich die Musik des Trios in ähnlicher Weise mit der Tradition des Mediums auseinandersetzt und neue Ausdrucksmöglichkeiten für den neugierigen Hörer erschließt.“

## Titelliste
- Barry Guy / Marilyn Crispell / Paul Lytton: Deep Memory (Intakt Records, CD 273)
  1. Scent, 6:57
  2. Fallen Angel, 10:27
  3. Sleeper, 9:25
  4. Blue Horizon, 7:12
  5. Return Of Ulysses, 4:21
  6. Silenced Music, 8:07
  7. Dark Days, 5:22
- Die Kompositionen stammen von Barry Guy.

## Rezeption
Nach Ansicht von John Sharpe, der das Album in All About Jazz rezensierte, sei Barry Guy nicht nur einer der herausragenden Bassisten der Welt, der sich in den Bereichen Jazz, Improvisation, zeitgenössische Musik und Alte Musik hervorgetan habe, sondern auch ein gefeierter Komponist, mit legendären Ensembles wie dem London Jazz Composers Orchestra, BGNO und zuletzt mit The Blue Shroud Band. Als solcher bringe er seine exquisite Note als Komponist und hyperaktiver Teilnehmer in dieses Programm von sieben seiner Stücke ein. Guys Strukturen bringen das Trio in einen Bereich irgendwo zwischen reflektierendem Jazz und robusten zeitgenössischen klassischen Endpunkten. Mehrere Stücke befänden sich im Kontrast zwischen Balladenformen und kontrolliertem Donner; Fallen Angel etwa agiere als kompletter Kontrast zum Opener dank hektisch taumelnder Motive, die schließlich einen reichen harmonischen Diskurs einrahmen, während der sanfte Erik-Satie-artige Beginn von Sleeper der hohen Dramatik eines auffallend perkussiven Interieurs Platz mache. Auf der anderen Seite entfessle Crispell auf dem energiegeladenen Return of Ulysses, das auch Lyttons galoppierende Kadenzen voll ausschöpft, gezackte Ströme, die in Bezug auf Schnelligkeit und Intensität an Cecil Taylor erinnern würden.
Ebenfalls in All About Jazz schrieb Neri Pollastri, auf dem Album dominiere eine lyrische Grundhaltung, in manchen Momenten fast romantisch, die sich mit den expressiven Formen und Erfindungen der Zeitgenossen verbindet. Es sei ein Werk von beachtlicher künstlerischer Tiefe verbunden mit einer stets guten Hörbarkeit.